# Río Ceballos
Río Ceballos – miasto w środkowej Argentynie w prowincji Córdoba, w departamencie Colón. Ludność: 16632 mieszkańców (2001).